# 気体力学
気体力学（きたいりきがく）とは、気体について研究する流体力学の一分野。主に、気体の運動状態や、気体がその流動の中にある物体に及ぼす力などが研究対象となる。ロケットやジェットエンジンの開発に活用される。通常、気体は連続体と考えてよいが、気体が非常に希薄な場合には気体分子の運動も考慮する必要がある。このような気体力学は希薄気体力学と呼ばれる。